# Phraepsyche danaos
Phraepsyche danaos is een schietmot uit de familie Odontoceridae. De soort komt voor in het Oriëntaals gebied.